# 56 Leonis
56 Leonis, eller VY Leonis, är en pulserande variabel av halvregelbunden typ (SR) i stjärnbilden Lejonet.
56 Leonis varierar mellan visuell magnitud +5,69 och 6,03 med en period av 46,34 dygn. Den befinner sig på ett avstånd av ungefär 390 ljusår.